# Töölönlahti
Töölönlahti (Fins) of Tölöviken (Zweeds) is een baai in het centrum van de Finse hoofdstad Helsinki. De baai wordt omringd door het Centraal Park van Helsinki, de Wintertuin, de Finlandia-hal en de Finse Nationale Opera. Ook liggen er meerdere villa's. De baai is in het oosten verbonden met de Finse Golf. Eroverheen ligt een grote spoorbrug die van en naar het Centraal Station van Helsinki loopt. Het gebied is populair onder vogelaars.